# Ludmiła Woroncowa
Ludmiła Siergiejewna Woroncowa (ros. Людмила Сергеевна Воронцова; ur. 22 lutego 1999 r. w Pietropawłowce w rejonie dżydińskim) – rosyjska bokserka, olimpijka, wicemistrzyni świata.

## Kariera
Początkowo zainteresowana była lekkoatletyką, biegiem na orientację i wieloma innymi sportami. Później zdecydowała się na sporty walki. Ponieważ w okolicy były tylko sekcje zapaśnicze i bokserskie, wybrała drugą opcję. Mając 13 lat postanowiła zająć się boksem.
W 2019 roku zdobyła srebrny medal podczas mistrzostw świata w Ułan Ude w kategorii do 57 kg. Po zwycięstwie w półfinale z Lin Yu-ting reprezentującą Chińskie Tajpej przegrała w walce o złoty medal z Filipinką Nesthy Petecio.